# Europese kampioenschappen jachtgeweer 1967
De Europese kampioenschappen jachtgeweer 1966 waren door het Europees comité van de Union Internationale de Tir (UIT) georganiseerde kampioenschappen voor schutters in het kleiduifschieten. De dertiende editie van de Europese kampioenschappen vond plaats in het Tsjechoslowaakse Brno.

## Resultaten

### Trap
| Onderdeel   | Goud                | Zilver         | Brons                |
| ----------- | ------------------- | -------------- | -------------------- |
| Heren       |                     |                |                      |
| Individueel | Edoardo Casciano    | Michel Carrega | Alexander Androshkin |
| Team        | Zweden              | Frankrijk      | Italië               |
| Dames       |                     |                |                      |
| Individueel | Elisabeth Von Soden | Vera Verigina  | Valentina Gerasina   |

### Skeet
| Onderdeel   | Goud            | Zilver               | Brons             |
| ----------- | --------------- | -------------------- | ----------------- |
| Heren       |                 |                      |                   |
| Individueel | Jean-Paul Faber | Olgierd Korolkiewicz | Konrad Wirnhier   |
| Team        | BRD             | Polen                | Tsjecho-Slowakije |
| Dames       |                 |                      |                   |
| Individueel | Larisa Gurvich  | Laura Fantauzzi      | Claudia Smirnova  |

1955 · 1956 · 1957 · 1958 · 1959 · 1960 · 1961 · 1962 · 1963 · 1964 · 1965 · 1966 · 1967 · 1968 · 1969 · 1970 · 1971 · 1972 · 1973 · 1974 · 1975 · 1976 · 1977 · 1978 · 1979 · 1980 · 1981 · 1982 · 1983 · 1984 · 1985 · 1986 · 1987 · 1988 · 1989 · 1990 · 1991 · 1992 · 1993 · 1994 · 1995 · 1996 · 1997 · 1998 · 1999 · 2000 · 2001 · 2002 · 2003 · 2004 · 2005 · 2006 · 2007 · 2008 · 2009 · 2010 · 2011 · 2012 · 2013 · 2014 · 2015 · 2016 · 2017 · 2018 · 2019 · 2020 · 2021 · 2022 · 2023 · 2024 ·